# 扎特夏 (切爾尼戈夫州)
扎特夏（烏克蘭語：Затишшя）是烏克蘭北部切爾尼戈夫州尼任區的村落。始建於1924年，面積0.38平方公里，海拔高度137米，2006年人口61，人口密度每平方公里161.8人。